# Pterocella scutella
Pterocella scutella är en mossdjursart som först beskrevs av Hutton 1891.  Pterocella scutella ingår i släktet Pterocella och familjen Catenicellidae. Inga underarter finns listade i Catalogue of Life.